# Maglizh
Maglizh (en búlgaro: Мъглиж) es una ciudad de Bulgaria en la provincia de Stara Zagora.

## Geografía
Se encuentra a una altitud de 380 m s. n. m. a 257 km de la capital nacional, Sofía.

## Demografía
Según estimación 2012 contaba con una población de 3 135 habitantes.
|         | 2004  | 2005  | 2006  | 2007  | 2008  | 2009  | 2010  | 2011  |
| Mujeres | 1 718 | 1 722 | 1 730 | 1 698 | 1 690 | 1 683 | 1 672 | 1 635 |
| Varones | 1 765 | 1 758 | 1 760 | 1 755 | 1 743 | 1 743 | 1 726 | 1 621 |
| Total   | 3 483 | 3 480 | 3 490 | 3 453 | 3 433 | 3 426 | 3 398 | 3256  |